# Криза в Ємені (з 2011)
Криза в Ємені — криза, що розпочалась в Ємені з початком революції 2011—2012 років проти президента Алі Абдалли Салеха, який очолював Ємен понад 20 років. Після того, як Салех залишив свою резиденцію у 2012 році в результаті угоди між урядом Ємену та опозицією, уряд, на чолі з колишнім віце-президентом Салеха — Абд Раббо Мансур Гаді намагався об'єднати політичні сили та протистояти загрозам як з боку «Аль-Каїди» на території Аравійського півострова, так і з боку бойовиків хуситів, що ведуть бойові дії на півночі країни впродовж років. У 2014 році озброєні загони хуситів захопили столицю Ємену — Сану і змусили Гаді почати переговори з «об'єднаним урядом» та іншими політичними фракціями. Повстанці продовжували чинити тиск на слабкий уряд, проте, після того як президентський палац і приватна резиденція не були обстріляні повстанцями, Гаді склав повноваження разом зі своїми міністрами у 2015 році. Наступного місяця хусити оголосили, що вони контролюють уряд. Вони розпустили парламент і встановили Революційний комітет на чолі з Мухаммедом Алі аль-Хусі, кузеном лідера хуситів Абдул-Маліком Аль-Хауті. Проте, Гаді втік до Адена, де оголосив себе легітимним президентом Ємену, оголосив місто тимчасовою столицею і скликав лояльних уряду чиновників і військових. 25 березня місто Лахдж було захоплено хуситами та розпочався наступ на передмістя Адена — місце розташування уряду Гаді. Гаді залишив країну цього ж дня. Одночасно з цим, коаліція на чолі з Саудівською Аравією почала військові дії в Ємені з авіаударів для відновлення колишнього уряду Ємену, матеріально-технічну підтримку цій операції здійснював уряд США.